# Odiseas Elitis
Odiseas Elitis, (Grško: Οδυσσέας Ελύτης), grški pesnik, * 2. november 1911, Heraklion, Kreta, Grčija, † 18. marec 1996, Atene.
Elitis velja za enega najbolj priznanih grških modernističnih pesnikov. Kmalu po njegovem rojstvu se je družina s Krete  preselia v Atene, kjer je Odiseas dokončal šolanje. Leta 1935 je objavil prvo pesnitev v reviji Nea Grammata (Νέα Γράμματα). Objava je naznanila novo obdobje v grški poeziji. Po vojni je bil nekaj časa direktor programa na nacionalnem radiu. Med letoma 1948 in 1952 in spet od 1969 do 1972 je živel v Parizu. Leta 1979 je bil dobitnik Nobelove nagrade za književnost. 